# The Criminal Hypnotist

The Criminal Hypnotist est un film muet américain réalisé par D. W. Griffith, sorti en 1909.

## Synopsis
Un malfrat qui a le don d'hypnotiser, prend le contrôle d'une jeune femme.

## Fiche technique
- Titre : The Criminal Hypnotist
- Réalisation et scénario : D. W. Griffith
- Société de production et de distribution : American Mutoscope and Biograph Company[1]
- Photographie : G. W. Bitzer
- Pays de production :  États-Unis
- Format[2] : Noir et blanc - Muet - 1,33:1 ou 1,37:1[3] - 35 mm[3],[4]
- Longueur de pellicule : 626 pieds (191 mètres[4])
- Durée : 10 minutes (à 16 images par seconde)[2]
- Date de sortie :
- États-Unis : 18 janvier 1909[3],[5]

## Distribution
Les noms des personnages proviennent de l'Internet Movie Database.
- Marion Leonard : la fiancée de l'homme
- Harry Solter : le docteur
- Owen Moore : l'homme
- Arthur V. Johnson : le criminel hypnotiseur
- Florence Lawrence la domestique
- Mack Sennett : un invité à la fête
- David Miles : la victime du vol / un invité à la fête[3],[6]
- Charles Inslee : le professeur / un invité à la fête[3],[6]
- George Gebhardt : l'assistant du professeur / un policier / un invité à la fête[3],[6]
- Linda Arvidson : une invitée à la fête[6]
- Anita Hendrie : une invitée à la fête[6]
- Jeanie Macpherson : une invitée à la fête[6]
- Herbert Yost : un invité à la fête[6]

## Autour du film
- Les scènes du film ont été tournées les 8 et 21 décembre 1908 dans le studio de la Biograph à New York.
- À sa sortie, le film a été présenté sur la même bobine que Those Boys![3].

### Source
- Jean-Loup Passek et Patrick Brion, D.W. Griffith : Le Cinéma, Paris, Cinéma/Pluriel - Centre Georges Pompidou, 1982, 216 p. (ISBN 2-86425-035-7)